# İstiklal Caddesi

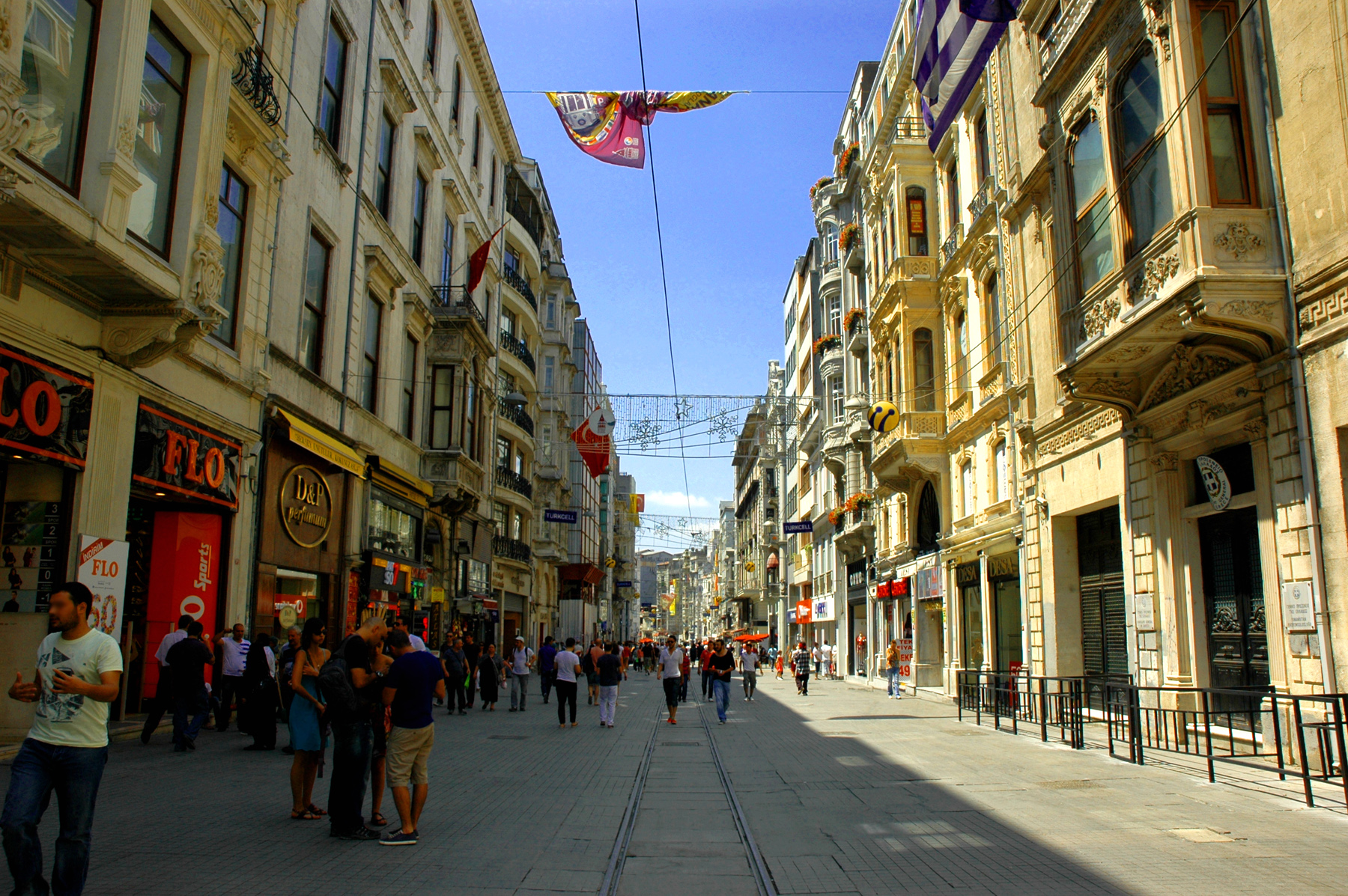
İstiklal Caddesi (2013)

Die İstiklal Caddesi („Unabhängigkeitsstraße“), vormals Cadde-i Kebir bzw. Grande rue de Péra, ist eine der bekanntesten Straßen der türkischen Stadt Istanbul. Den Namen İstiklal Caddesi erhielt die Straße nach der Ausrufung der Republik im Jahre 1923.

## Geschichte

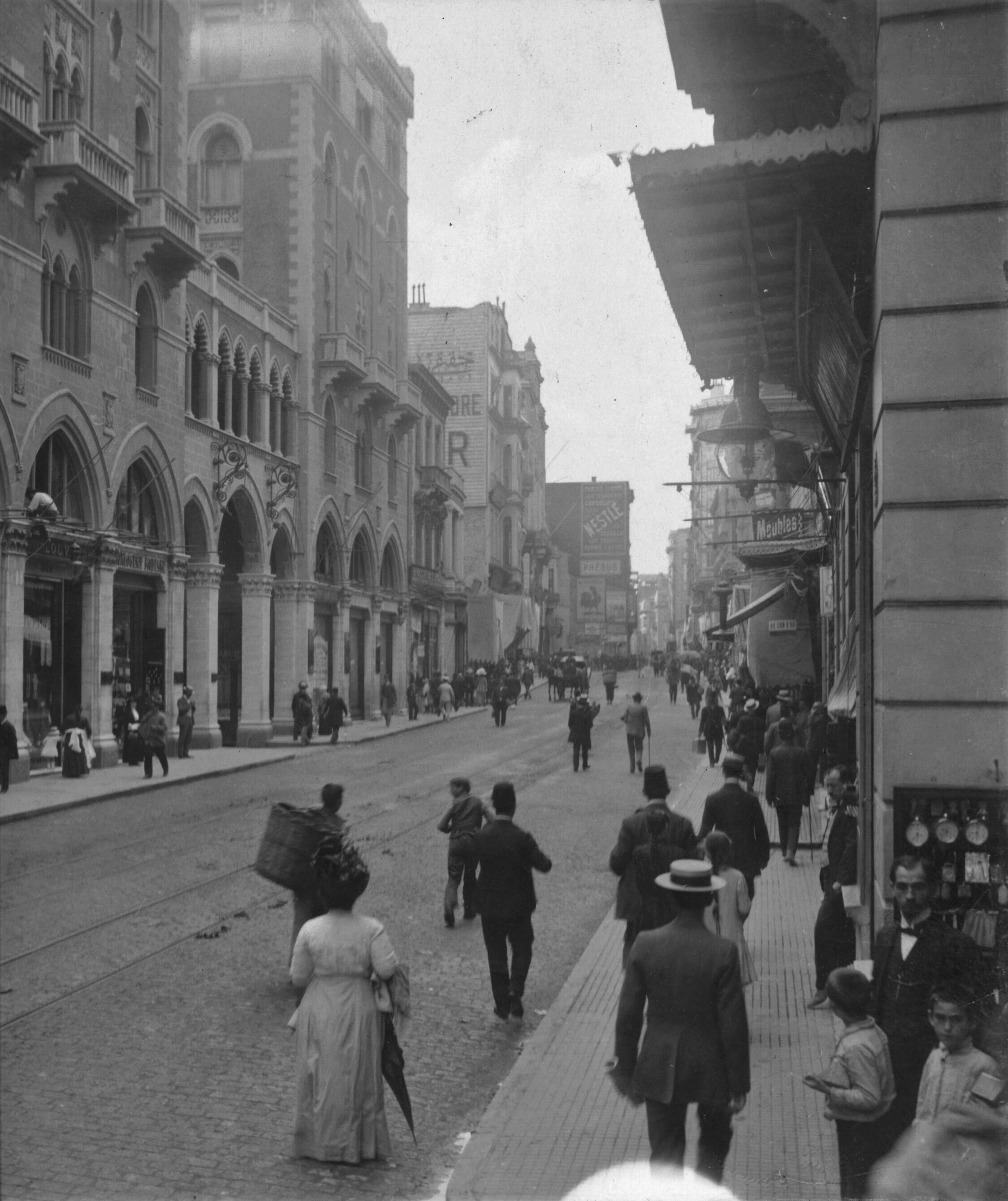
Rue de Pera, 1912.

Sie befindet sich im Stadtteil Beyoğlu und führt vom Tünel-Platz über den Galatasaray-Platz zum Taksim-Platz; ihre Gesamtlänge beträgt etwa 1,4 Kilometer. Die Straße, die erst seit Anfang der 1990er eine Fußgängerzone ist, ist tagsüber Einkaufsstraße und nachts eines der Zentren des Istanbuler Nachtlebens. Über die gesamte Länge der İstiklal Caddesi verläuft die Strecke einer wiederbelebten historischen Straßenbahn. Am Galatasaray-Platz liegt eine ehemalige kaiserliche Schule, das Galatasaray Lisesi (Galatasaray-Gymnasium). An der Straße liegt die Kirche St. Antonius. Unweit des Taksim-Platzes grenzt das Kulturzentrum Akbank Sanat an die Straße. 
An ihr lagen zu Zeiten des Osmanischen Reichs eine Reihe europäischer Botschaften, heutige Konsulate. 1897 errichtete hier Mıgırdiç Tokatlıyan das erste Tokatlıyan-Hotel, das Lieblingshotel des türkischen Staatsgründers Mustafa Kemal Atatürk. Sie war außerdem das Zentrum des kosmopolitischen, westlich orientierten Istanbul mit zahlreichen Geschäften vor allem der griechischen Minderheit und daher einer der Hauptschauplätze des Pogroms von Istanbul 1955. Auch heute gibt es noch Jugendstil-Zeugnisse in den Ladenpassagen und an den Geschäfts-Fronten.
Im Jahr 2016 wurde auf der Straße ein Bombenanschlag verübt, bei dem 5 Menschen starben und 36 verletzt wurden.
Am 13. November 2022 kam es erneut zu einem Bombenanschlag, bei dem mindestens 6 Menschen starben und mindestens weitere 81 Menschen verletzt wurden.